# Pour l'amour du ciel (film, 1926)
Pour les articles homonymes, voir Pour l'amour du ciel.
Pour plus de détails, voir Fiche technique et Distribution.
Pour l'amour du ciel (titre original : For Heaven's Sake) est une comédie américaine, en noir et blanc et muet, réalisée par Sam Taylor, et sortie en 1926. Ce film met en scène le comique Harold Lloyd dans un de ses plus grands succès, ce film étant même le plus gros succès de l'année 1926 et le 12e plus grand succès au box-office de tous les temps pour un film muet.

## Synopsis
Harold Manners est un playboy millionnaire qui tombe éperdument amoureux d'une fille, Hope, sans le sou mais d'une grande moralité qui travaille pour une association caritative religieuse. Pour lui plaire, Harold va devoir agir comme s'il était un mauvais garçon dans le but d'être pris en charge par l'association…

## Fiche technique
- Titre : Pour l'amour du ciel
- Titre original : For Heaven's Sake
- Réalisation : Sam Taylor
- Scénario : Ted Wilde, John Grey, Clyde Bruckman, Ralph Spence
- Musique : Don Hulette (1974), Robert Israel (2002)
- Directeur de la photographie : Walter Lundin
- Montage : Allen McNeill
- Direction artistique : Liell K. Vedder
- Production : Harold Lloyd, The Harold Lloyd Corporation
- Pays de production :  États-Unis
- Genre : Comédie
- Durée : 58 minutes
- Dates de sortie :
  - États-Unis : 5 avril 1926
  - Finlande : 21 novembre 1927
  - Portugal : 24 décembre 1928
  - Espagne : 6 janvier 1930

## Distribution
- Harold Lloyd : Harold Manners
- Jobyna Ralston : Hope
- Noah Young : le dur à cuire
- James Mason : le gangster
- Paul Weigel : l'optimiste

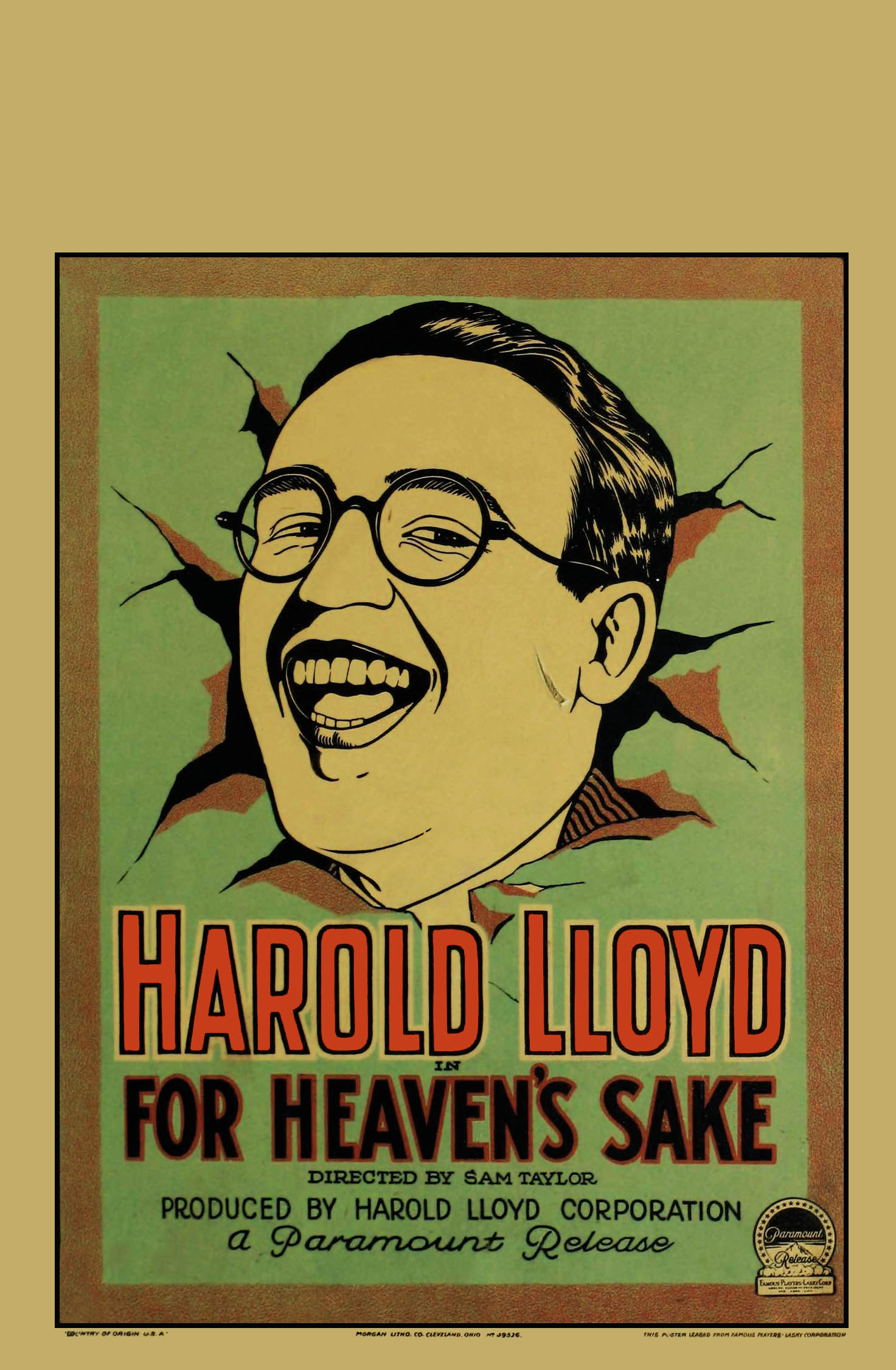
Autre affiche du film.

- Richard Daniels (en) : un clochard (non crédité)
- Robert Dudley : le secrétaire d'Harold (non crédité)
- Earl Mohan : un clochard (non crédité)
- Blanche Payson : une femme dans la rue (non créditée)
- Leo Willis : apparition (non crédité)

## Récompenses et distinctions

### Nominations
- Saturn Award 2006 :
  - Saturn Award de la meilleure collection DVD (au sein du coffret Harold Lloyd Collection)